# Odette Meuter
Odette Meuter (Haine-Saint-Paul, 13 juli 1938) is een Belgisch voormalig schutster.

## Levensloop
Meuter nam deel aan de Olympische Zomerspelen van 1976 en 1980 in het onderdeel 'kleinkalibergeweer, 50 meter liggend'. Op de Spelen van 1976 te Montreal eindigde ze op de twintigste plaats in de eindrangschikking en op de Spelen van 1980 te Moskou werd ze negende in de eindstand.
Ook nam ze vijfmaal deel aan de Europese kampioenschappen in dit onderdeel, alwaar ze eenmaal zilver (1979 te Frankfurt am Main) en driemaal brons behaalde (1974 te Ringsted, 1975 te Sofia en 1978 te Hämeenlinna). Op het EK van 1976 te Skopje werd ze zevende.